# Stazione di Casalbordino-Pollutri
Stazione di Casalbordino-Pollutri vasútállomás Olaszországban, Casalbordino településen.

## Vasútvonalak
Az állomást az alábbi vasútvonalak érintik:
- Ancona–Lecce-vasútvonal

## Kapcsolódó állomások
A vasútállomáshoz az alábbi állomások vannak a legközelebb:
- Stazione di Porto di Vasto
- Stazione di Fossacesia-Torino di Sangro